# Cutleriales
Cutleriales é uma ordem de algas da classe Phaeophyceae (algas-castanhas). É composta por 2 a 6 géneros de acordo com várias circunscrições. Lee circunscreve a ordem contendo apenas 2 géneros, Cutleria e Zanardinia.

## Taxonomia e sistemática
De acordo com o AlgaeBASE, CatalogueofLife e WoRMS, possui a família Cutleriaceae. De acordo com o NCBI também possui essa mesma família, com os seguintes géneros:
- Família Cutleriaceae Griffith & Henfrey, 1856
  - Cutleria Greville, 1830
  - Microzonia J.Agardh, 1894
  - Mutimo H.Kawai & T.Kitayama, 2012
  - Padinella Areschoug, 1843
  - Zanardinia Nardo ex P.L.Crouan & H.M.Crouan, 1857
  - Zanardinia Nardo ex Zanardini, 1841